# Högfors bruk, Finland
Högfors bruk var ett finländskt bruksföretag i Högfors.
Ett kejserligt privilegium att driva en masugn i Högfors lämnades 1820. Den blåstes igång 1823 på basis av lokal järnmalm, och på bruket göts pannor och grytor. Efter det att gruvan sinat på 1850-talet, användes myrmalm. År 1853 grundades ett valsverk i anslutning till masugnen och 1875 bildades aktiebolaget Högfors bruks Ab.
Wolter Ramsay köpte bolaget 1885 och bildade, efter köp av en närbelägen mekanisk massafabrik, 1894 det nya bolaget Högfors bruk och Wattola träsliperi.
Tackjärnsframställningen minskade successivt till förmån för importerat järn, och masugnen blåstes ned 1915. Masugnens betydelse minskade och bolaget började inhandla sitt tackjärn från utlandet. Industrimagnaten Hjalmar Linder köpte företaget 1918, då massaproduktionen var tynande, medan gjuteriet sysselsatte över 500 personer.
År 1933 fusionerades Högfors fabrik med Kymmene Oy. Högfors metallbearbetning har därefter sålts ut. År 1985 köptes gjuteriet av Santasalo-Jot Oyj, senare namnändrat till Componenta.